# Wilmington and Western Railroad
| Lok Nr. 98 und 58 vor einem Zug |                      |                                                 |                                                 |
| Streckenlänge: | aktuell 16 km        |                                                 |                                                 |
| Spurweite: | 1435 mm (Normalspur) |                                                 |                                                 |
| Maximale Neigung: | 17,5 ‰               |                                                 |                                                 |
| |                      |                                                 |                                                 |
| \| \| \| Northeast Corridor der \| \| \| \| \| Amtrak nach Claymont (rechts) \| \| \| \| 0,0 \| Wilmington (Delaware) \| 2 m ü. M. \| \| \| \| I 95, US 202 \| \| \| \| \| Northeast Corridor nach Newark (rechts) \| \| \| \| \| Kirkwood Highway \| \| \| \| \| S Dupont Road \| \| \| \| \| Landenberg Junction CSX Transportation \| \| \| \| \| Centerville Road \| \| \| \| \| Philadelphia Subdivision der CSX nach Newark \| \| \| \| \| Beginn der W&WR \| \| \| \| \| DE 141 \| \| \| \| \| Newport Gap Pike \| \| \| \| 10,1 \| Kiamensi Depot \| 20 m ü. M. \| \| \| \| Old Capitol Trail \| \| \| \| \| Kirkwood Highway \| \| \| \| \| Newport Gap Pike DE 41 \| \| \| \| 11,6 \| Greenbank \| 22 m ü. M. \| \| \| \| Greenbank Road \| \| \| \| \| Red Clay Creek \| \| \| \| \| \| \| \| \| 12,1 \| Brandywine Springs \| Brandywine Springs \| \| \| \| Red Clay Creek (36 m) \| \| \| \| 12,4 \| Faulkland \| Faulkland \| \| \| \| Faukland Road \| \| \| \| \| Red Clay Creek (70 m) \| \| \| \| \| Lancaster Pike \| \| \| \| \| Red Clay Creek (52 m) \| \| \| \| \| Red Clay Creek \| \| \| \| 14,6 \| Wooddale \| Wooddale \| \| \| \| Foxhill Lane \| \| \| \| \| Barley Mill Road \| \| \| \| \| Mount Cuba Road \| \| \| \| 17,2 \| Mount Cuba \| Mount Cuba \| \| \| \| Red Clay Creek \| \| \| \| \| RCC \| \| \| \| \| RCC \| \| \| \| 19,8 \| Ashland \| 47 m ü. M. \| \| \| \| Sharpless Road \| \| \| \| \| Creek Road \| \| \| \| \| Creek Road \| \| \| \| \| Red Clay Creek (132 m) \| \| \| \| 21,5 \| Auburn (Yorklyn) \| Auburn (Yorklyn) \| \| \| \| Station Road \| \| \| \| \| Yorkridge Trail \| \| \| \| \| Old Wilmington Road \| \| \| \| \| Abstellgleis \| \| \| \| \| Lancaster Pike \| \| \| \| \| Old Lancaster Pike \| \| \| \| 24,8 \| Hockessin \| 78 m ü. M. \| \| \| \| Millcreek Road \| \| \| \| \| Valley Road \| \| \| \| 27,2 \| Southwood (Delaware) \| Southwood (Delaware) \| \| \| \| Landesgrenze zwischen Delaware und Pennsylvania \| \| \| \| 29,3 \| Broad Run/Eden (Pennsylvania) \| Broad Run/Eden (Pennsylvania) \| \| \| \| Broad Run \| \| \| \| \| Pomeroy and Newark Railroad nach Newark \| \| \| \| 32,0 \| Landenberg \| 65 m ü. M. \| \| \| \| P&NR nach Pomeroy \| \| \| \| \| \| \| \| Quellen: [1] [2] \| \| \| \| |                      |                                                 |                                                 |
| |                      | Northeast Corridor der                          |                                                 |
| Strecke · Strecke von links |                      | Amtrak nach Claymont (rechts)                   | Amtrak nach Claymont (rechts)                   |
| Strecke · Bahnhof | 0,0                  | Wilmington (Delaware)                           | 2 m ü. M.                                       |
| Strecke · Brücke |                      | I 95, US 202                                    | I 95, US 202                                    |
| Kreuzung · Abzweig nach links und nach rechts |                      | Northeast Corridor nach Newark (rechts)         | Northeast Corridor nach Newark (rechts)         |
| Strecke mit Straßenbrücke |                      | Kirkwood Highway                                | Kirkwood Highway                                |
| Strecke mit Straßenbrücke |                      | S Dupont Road                                   | S Dupont Road                                   |
| Dienststation / Betriebs- oder Güterbahnhof |                      | Landenberg Junction CSX Transportation          | Landenberg Junction CSX Transportation          |
| Bahnübergang |                      | Centerville Road                                | Centerville Road                                |
| Abzweig geradeaus und nach links · Strecke von rechts |                      | Philadelphia Subdivision der CSX nach Newark    | Philadelphia Subdivision der CSX nach Newark    |
| Wechsel des Eisenbahninfrastrukturunternehmens |                      | Beginn der W&WR                                 | Beginn der W&WR                                 |
| Strecke mit Straßenbrücke |                      | DE 141                                          | DE 141                                          |
| Bahnübergang |                      | Newport Gap Pike                                | Newport Gap Pike                                |
| Dienststation / Betriebs- oder Güterbahnhof | 10,1                 | Kiamensi Depot                                  | 20 m ü. M.                                      |
| Bahnübergang |                      | Old Capitol Trail                               | Old Capitol Trail                               |
| Strecke mit Straßenbrücke |                      | Kirkwood Highway                                | Kirkwood Highway                                |
| Bahnübergang |                      | Newport Gap Pike DE 41                          | Newport Gap Pike DE 41                          |
| Bahnhof | 11,6                 | Greenbank                                       | 22 m ü. M.                                      |
| Bahnübergang |                      | Greenbank Road                                  | Greenbank Road                                  |
| Brücke über Wasserlauf |                      | Red Clay Creek                                  | Red Clay Creek                                  |
| Brücke über Wasserlauf |                      |                                                 |                                                 |
| ehemaliger Haltepunkt / Haltestelle | 12,1                 | Brandywine Springs                              | Brandywine Springs                              |
| Brücke über Wasserlauf |                      | Red Clay Creek (36 m)                           | Red Clay Creek (36 m)                           |
| ehemaliger Haltepunkt / Haltestelle | 12,4                 | Faulkland                                       | Faulkland                                       |
| Bahnübergang |                      | Faukland Road                                   | Faukland Road                                   |
| Brücke über Wasserlauf |                      | Red Clay Creek (70 m)                           | Red Clay Creek (70 m)                           |
| Bahnübergang |                      | Lancaster Pike                                  | Lancaster Pike                                  |
| Brücke über Wasserlauf |                      | Red Clay Creek (52 m)                           | Red Clay Creek (52 m)                           |
| Brücke über Wasserlauf |                      | Red Clay Creek                                  | Red Clay Creek                                  |
| ehemaliger Bahnhof | 14,6                 | Wooddale                                        | Wooddale                                        |
| Bahnübergang |                      | Foxhill Lane                                    | Foxhill Lane                                    |
| Bahnübergang |                      | Barley Mill Road                                | Barley Mill Road                                |
| Bahnübergang |                      | Mount Cuba Road                                 | Mount Cuba Road                                 |
| Haltepunkt / Haltestelle | 17,2                 | Mount Cuba                                      | Mount Cuba                                      |
| Brücke über Wasserlauf |                      | Red Clay Creek                                  | Red Clay Creek                                  |
| Brücke über Wasserlauf |                      | RCC                                             | RCC                                             |
| Brücke über Wasserlauf |                      | RCC                                             | RCC                                             |
| Haltepunkt / Haltestelle | 19,8                 | Ashland                                         | 47 m ü. M.                                      |
| Bahnübergang |                      | Sharpless Road                                  | Sharpless Road                                  |
| Bahnübergang |                      | Creek Road                                      | Creek Road                                      |
| Bahnübergang |                      | Creek Road                                      | Creek Road                                      |
| Brücke über Wasserlauf |                      | Red Clay Creek (132 m)                          | Red Clay Creek (132 m)                          |
| Haltepunkt / Haltestelle | 21,5                 | Auburn (Yorklyn)                                | Auburn (Yorklyn)                                |
| Bahnübergang |                      | Station Road                                    | Station Road                                    |
| Bahnübergang |                      | Yorkridge Trail                                 | Yorkridge Trail                                 |
| Strecke mit Straßenbrücke |                      | Old Wilmington Road                             | Old Wilmington Road                             |
| Abzweig geradeaus und nach rechts |                      | Abstellgleis                                    | Abstellgleis                                    |
| Bahnübergang |                      | Lancaster Pike                                  | Lancaster Pike                                  |
| Bahnübergang |                      | Old Lancaster Pike                              | Old Lancaster Pike                              |
| Bahnhof | 24,8                 | Hockessin                                       | 78 m ü. M.                                      |
| Bahnübergang |                      | Millcreek Road                                  | Millcreek Road                                  |
| Bahnübergang (Strecke außer Betrieb) |                      | Valley Road                                     | Valley Road                                     |
| Haltepunkt / Haltestelle (Strecke außer Betrieb) | 27,2                 | Southwood (Delaware)                            | Southwood (Delaware)                            |
| Grenze (Strecke außer Betrieb) |                      | Landesgrenze zwischen Delaware und Pennsylvania | Landesgrenze zwischen Delaware und Pennsylvania |
| Haltepunkt / Haltestelle (Strecke außer Betrieb) | 29,3                 | Broad Run/Eden (Pennsylvania)                   | Broad Run/Eden (Pennsylvania)                   |
| Brücke über Wasserlauf (Strecke außer Betrieb) |                      | Broad Run                                       | Broad Run                                       |
| Abzweig geradeaus und von links (Strecke außer Betrieb) |                      | Pomeroy and Newark Railroad nach Newark         | Pomeroy and Newark Railroad nach Newark         |
| Bahnhof (Strecke außer Betrieb) | 32,0                 | Landenberg                                      | 65 m ü. M.                                      |
| Strecke (außer Betrieb) |                      | P&NR nach Pomeroy                               | P&NR nach Pomeroy                               |
| |                      |                                                 |                                                 |
| Quellen: |                      |                                                 |                                                 |

Die Wilmington and Western Railroad ist eine Museums- und Güterbahn im Norden des US-Bundesstaates Delaware, mit Sitz in Marshallton (Delaware). Sie befährt die 16 Kilometer lange ehemalige Zweigstrecke der Baltimore and Ohio Railroad (B&O) zwischen Wilmington (Delaware) und Hockessin. Die Bahn betreibt sowohl Dampf- als auch Diesellokomotiven. Sie wurde 1980 als National Historic District in das National Register of Historic Places aufgenommen. Die W&WR bedient auch Geschäftskunden, in Verbindung mit der CSX Transportation in Landenberg Junction (Delaware).

## Geschichte

### Der Beginn 1867
Die Wilmington and Western Railroad wurde 1867 gegründet, um Waren von den Mühlen entlang des Red Clay Creek zum Hafen von Wilmington zu transportieren. Die offizielle Eröffnung für den Güter- und Personenverkehr war am 19. Oktober 1872. Drei Personenzüge und ein gemischter Güterzug verkehrten sechs Tage pro Woche, auf den 32 Kilometern zwischen der Innenstadt von Wilmington, und Landenberg (Pennsylvania). Ein Großteil der Strecke verlief durch das Red Clay Valley. Dort befanden sich im späten 19. Jahrhundert nur Bauernhöfe, kleine Dörfer und Wassermühlen. Übermäßige Verschuldung und schlechtes Management führten dazu, dass die Strecke 1877 in die Zwangsvollstreckung geriet. Die neuen Besitzer reorganisierten die Strecke als Delaware Western Railroad. Ab diesem Zeitpunkt transportierte die Bahn Kaolinton, Tabak, Eisen und Kohle zu den diversen Mühlen und wurde so sehr erfolgreich.

### Die Blütezeit
In den 1880er Jahren wurde die Strecke von der Baltimore and Philadelphia Railroad (B&P), einer Tochtergesellschaft der Baltimore and Ohio Railroad (B&O), gekauft. Durch den Kauf hatte die Baltimore & Ohio nun eine neue Verbindung zwischen Washington, D.C., Baltimore, Philadelphia und New York City. Sie stand somit in Konkurrenz zur Pennsylvania Railroad. Die Strecke wurde von der B&O als „Landenberg Branch“ bekannt und war zeitweise die profitabelste Nebenbahn der Vereinigten Staaten.

### Weiter Blüte und langsamer Niedergang
Als in den späten 1880er Jahren in Brandywine Springs ein Vergnügungspark entstand, florierte das Passagiergeschäft. Menschen aus der ganzen Region kamen in den Park, um der Sommerhitze zu entfliehen. Der Park wurde aber wegen der Weltwirtschaftskrise 1923 geschlossen und das Passagiergeschäft endete schließlich am 28. September 1930. Kurz darauf stellte die Pennsylvania Railroad ihre Anschlussverbindung nach Landenberg ein. Mit der zunehmenden Popularität von Lastkraftwagen verzeichnete die Landenberg Linie einen starken Rückgang des Güterverkehrs und die Strecke wurde in den frühen 1940er Jahren erstmals nur noch bis Southwood, befahren. In den späten 1950er Jahren dann wiederum nur noch bis nach Hockessin. Die Gleise nach Landenberg wurden daraufhin abgebaut.

### Die Historic Red Clay Valley Inc.
Mitte der 1960er Jahre wurde die Historic Red Clay Valley Inc. (HRCV) gegründet und begann, die Gleise ab 1966 an Wochenenden von der B&O zu pachten, indem sie dampfbetriebene Touristikzüge zwischen Greenbank Station und Mount Cuba auf halbem Weg zwischen Greenbank und Hockessin betrieb. Mitte der 1970er Jahre war Chessie System Eigentümer der Strecke und beantragte die Aufgabe der Linie, wegen zu geringer Einnahmen. Die HRCV begann daraufhin sofort damit Finanzmittel zu beschaffen. Im August 1982 konnten sie die verbliebenen 16 Kilometer der Landenberg Linie erwerben.

### Naturkatastrophen
An drei Tagen im September 1999 traf der Hurrikan Floyd auf die Ostküste, zerstörte zwei Holzbrücken über den Red Clay Creek, beschädigte 11 weitere und verursachte zahlreiche Auswaschungen entlang der Linie. Ein Jahr später hatten Freiwillige und Auftragnehmer den größten Teil der Strecke zwischen Greenbank und Hockessin wiederhergestellt. Am 25. November 2000 wurde die erste Testfahrt zum Cuba Mountain durchgeführt. Die Wilmington and Western hatte so, in nur 18 Monaten, eine große Naturkatastrophe überwunden.
Am 15. September 2003 (vier Jahre nach dem Hurrikans Floyd) fegte der tropische Sturm Henri über das südliche Chester County (Pennsylvania). Rekordregen ließ den Red Clay Creek daraufhin stark ansteigen. Die Wassermassen rissen sechs historische Brücken mit sich und reduzierte die Linie auf nur noch 3 Kilometer.

### Der Wiederaufbau
Während nur noch die verbliebene Strecke befahren werden konnte, wurden die Brücken so wieder aufgebaut, dass sie zukünftigen Überschwemmungen Stand halten würden. Nach dem Wiederaufbau, verkehrten die Züge immer weiter die Strecke hinauf und es konnte auch der selten befahrene Teil, zwischen Greenbank und der Centerville Road, erreicht werden. Am 30. Juni 2007 fuhr die Lokomotive Nr. 98 mit einem königsblauen Wagen, zum ersten Mal seit fast vier Jahren, wieder in Hockessin ein. Die Wilmington and Western Railroad war wiederhergestellt!

#### Die Gegenwart
Heute betreibt die Bahn regelmäßig Dampf- und Diesel betriebene Touristikzüge auf der gesamten 16 Kilometer langen Strecke zwischen Greenbank und Hockessin. Die Betriebssaison beginnt im Frühjahr und dauert bis zum 30. Dezember, wobei die Züge fast jedes Wochenende verkehren. Ziel der Bahn ist es, zukünftigen Generationen ein lebendiges Bewusstsein für die Geschichte, Industrie und Schönheit des Red Clay Valley zu vermitteln.

## Fahrzeuge aktuell
| Dampflokomotiven      |                |                             |           |       | |  |
| 58                    | 0-6-0          | Baldwin Locomotive Works    | 1907      | 31889 | Ehem. Atlanta, Birmingham and Atlantic Railroad Nr. 27, seit 1998 bei der W&WR und wurde restauriert, in Betrieb.                                         |  |
| 92                    | 2-6-0 Mogul    | Canadian Locomotive Company | 1910      |       | Ehem. Grand Trunk Railway Klasse E-8 Nr. 1017, 1959 erworben, wartet auf Aufarbeitung.                                                                    |  |
| 98                    | 4-4-0 American | American Locomotive Company | 1909      | 45921 | Ehem. Mississippi Central Railroad, seit 1964 bei der W&WR, war ab 1972 im Dienst, seit 2017 außer Dienst und wartet auf Revision.                        |  |
| Diesellokomotiven     |                |                             |           |       | |  |
| 114                   | SW1            | Electro-Motive Diesel       | 1940      |       | Ehem. Lehigh Valley Railroad, nach Restaurierung 1992 erworben und seit 1993 im Dienst.                                                                   |  |
| 8408                  | SW1            | Electro-Motive Diesel       | 1940      |       | Ehem. Baltimore and Ohio Railroad, 1982 erworben, 2011 aufgearbeitet und seit 2016 im Dienst.                                                             |  |
| Triebwagen            |                |                             |           |       | |  |
| 4662                  | B-B            | Pullman Company             | 1929      |       | „Doodlebug“, ehem. Pennsylvania Railroad, 1967 erworben und 1979 wieder im Dienst, 1989 revidiert, 2017 erneut revidiert und seit 2018 wieder im Einsatz. |  |
| Personenwagen Auswahl |                |                             |           |       | |  |
| 410, 571, 581, 603    | 4              | Pullman Company             | 1914/1915 |       | Ehem. Delaware, Lackawanna and Western Railroad, in den 1960ern erworben und seit 1966 im Dienst.                                                         |  |
| Caboose Auswahl       |                |                             |           |       | |  |
| C2013                 | 4              | Baltimore and Ohio Railroad | 1926      |       | Seit 2005 bei der W&WR, wurde 2016 restauriert und wieder in den B&O-Farben lackiert.                                                                     |  |
| [ 4 ]                 |                |                             |           |       | |  |